# Mombuey
Mombuey és un municipi de la província de Zamora a la comunitat autònoma de Castella i Lleó.

## Fills il·lustres
- Pedro Escudero (1791-1868) tenor i violinista.

## Demografia
| 1991 | 1996 | 2001 | 2004 |
| ---- | ---- | ---- | ---- |
| 528  | 499  | 467  | 434  |